# Prefektura apostolska Shaowu
Prefektura apostolska Shaowu (łac. Apostolica Praefectura Shaovuensis, chiń. 天主教邵武监牧区) – rzymskokatolicka prefektura apostolska ze stolicą w Shaowu, w prefekturze miejskiej Nanping, w prowincji Fujian, w Chińskiej Republice Ludowej.

## Historia
18 lipca 1929 roku z mocy decyzji Piusa XI wyrażonej w brewe Concreditum Nobis erygowano misję sui iuris Shaowu. Dotychczas wierni z tych terenów należeli do wikariatu apostolskiego Fuzhou (obecnie archidiecezja Fuzhou). 21 maja 1938 roku podniesiono ją do rangi prefektury apostolskiej. 
Z 1950 roku pochodzą ostatnie pełne, oficjalne kościelne statystyki. Prefektura apostolska Shaowu liczyła wtedy:
- 5 112 wiernych (1,7% społeczeństwa)
- 23 kapłanów (4 diecezjalnych i 19 zakonnych)
- 5 sióstr i 8 braci zakonnych
- 10 parafii.

Od zwycięstwa komunistów w chińskiej wojnie domowej w 1949 roku prefektura apostolska, podobnie jak cały prześladowany Kościół katolicki w Chinach, nie może normalnie działać. Prefekt apostolski ks. Inigo Maximilian König SDS został aresztowany w 1952 roku i wydalony z kraju w kolejnym roku. Prefektura nie istnieje w strukturze zależnego od władz świeckich Patriotycznego Stowarzyszenia Katolików Chińskich.

## Ordynariusze

### Superior Shaowu
- ks. Heribert Aloysius Theodor Winkler SDS[2] (1930 - 1938)

### Prefekci apostolscy Shaowu
- ks. Inigo Maximilian König SDS[2] (1938 - 1964) de facto wydalony z Chin w 1953 roku, nie miał po tym czasie realnej władzy w prefekturze[1]
- sede vacante (być może urząd prefekta sprawowali duchowni Kościoła podziemnego) (1964 - nadal)